# Michael Parth
Michael Parth (fl. 1510-1559/1560) è stato uno scultore tedesco.

## Biografia

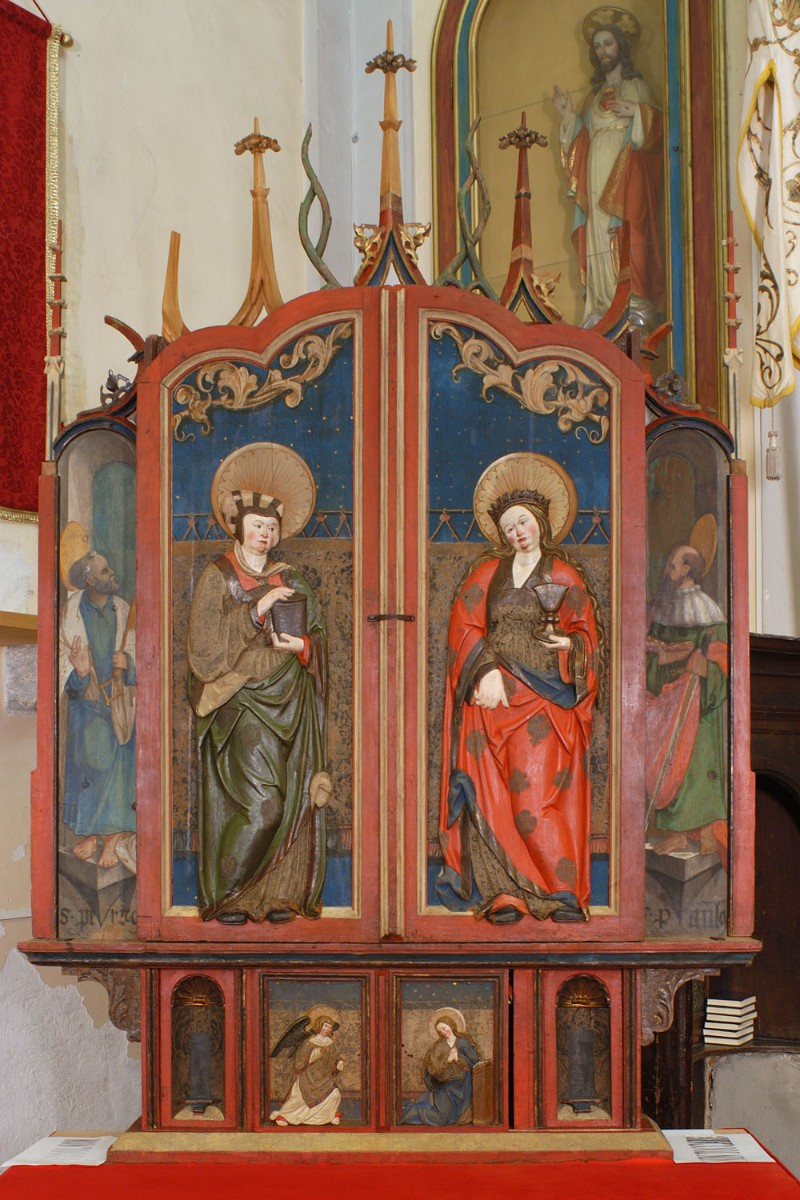
Altare della chiesa di san Floriano, Povolaro di Comeglians

Nativo di una località della Baviera, trovò a Brunico una situazione favorevole, che si era creata in Val Pusteria con il vuoto di presenze artistiche dopo la morte dei protagonisti del secondo Quattrocento, come Michael Pacher nel 1498, Friedrich Pacher, Hans Pacher e Simon von Taisten attorno al 1510.
Dal 1513 al 1519 è impegnato nella creazione del grande Altare della Vergine per la parrocchiale di Brunico, ora perduto). Questa commissione si dimostra feconda di nuove commesse dalla vicina Carnia. Al 1524 risale l’altare di Sauris di Sotto; del 1534 quello per San Canziano e Sebastiano di Canale di Pesariis, anche questo perduto, e quello per Prato Carnico; del 1541 gli altari per la chiesa di Sant'Orsola a Vigo di Cadore, per Povolaro di Comeglians e per Priuso. Attribuibili per via stilistica sono quelli della parrocchiale di Dobbiaco, del 1520, ora al Museo diocesano di Bressanone, quello di Lorenzago del 1523-1525 ca. e altri.
Parth era essenzialmente un intagliatore e uno scultore, cosicché le parti dipinte degli altari forniti dalla sua bottega erano affidate a un pittore suo collaboratore. Se fino al 1524 i documenti menzionano il pittore Lorenz Guetl,
restano poi muti sul lungo periodo successivo. Tuttavia, molti indizi, non solo stilistici, porterebbero ad identificare l'artista che collaborò con Parth dopo il 1524 con il Maestro Nikolaus von Bruneck, pittore di indubbio
talento, ma di non forte inventiva, considerata la sua costante dipendenza dai modelli incisori più in voga del momento, tratti, cioè, dal repertorio della scuola danubiana o da quello della cerchia dei seguaci di Albrecht Dürer operanti nel Tirolo meridionale. Non sembra che Maestro Nikolaus sia stato alle strette dipendenze di Parth, ma, impiegato di volta in volta da vari scultori, come nel caso dell'altare di Hofern, presso Chienes, opera del Maestro di Heiligenblut, nel quale Maestro Nikolaus dipinse le portelle.